# Hektik
Hektik (Hektisk feber), av gr. hektiko's, "som har en egenskap", medicinskt, kallar man den tärande, med stark avmagring, ymnig, klibbig svett, hastig, liten puls, hög, i synnerhet om kvällarna stegrad temperatur förenade kroniska feber, som uppträder i senare stadiet av
tuberkulos, vid kronisk suppuration och dylikt.